# Stadt-Apotheke (Külsheim)
Die Stadt-Apotheke Külsheim in der Hauptstraße 2/Ecke Hardheimer Straße ist seit ihrer ersten Erwähnung im Jahr 1714 die einzige Apotheke in Külsheim, einer Stadt im Main-Tauber-Kreis im Nordosten Baden-Württembergs. Bis in das 19. Jahrhundert war die Apotheke an verschiedenen Orten in der Stadt untergebracht. Seit 1837 steht die Apotheke an ihrem jetzigen Standort, seit 1971 trägt sie den Namen Stadt-Apotheke Külsheim.

## Geschichte

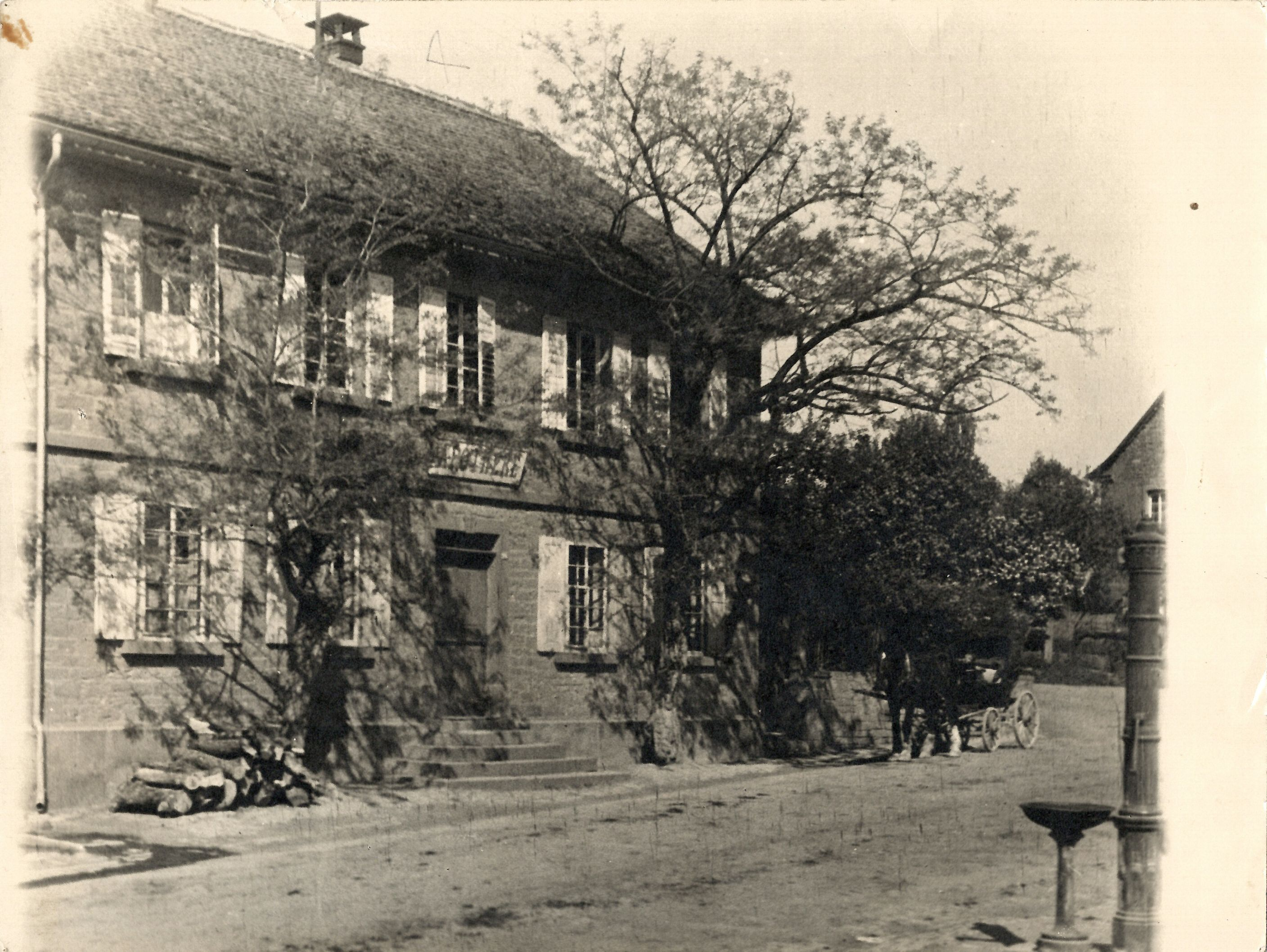
Die Apotheke in Külsheim um 1900

Die Geschichte der Apotheke in Külsheim beginnt um das Jahr 1714, als dem Apotheker Johann Jakob Veth, gebürtig aus Aschaffenburg, durch die Kurfürstlich-Mainzische Regierung „die Erlaubnis erteilt [wurde], eine Apotheke in Külsheim – die erste daselbst – auf- und einzurichten“.
Erst mit der Niederlassung des Arztes Jacob Adam Väth im Jahr 1810 setzt die Überlieferung einer Apotheke in Külsheim wieder ein. Dr. Väth war der erste ständige Arzt mit Wohnsitz in Külsheim. Da es zu diesem Zeitpunkt in der Stadt keine Apotheke gab und Arzneien aus Tauberbischofsheim oder Wertheim besorgt werden mussten, führte er „zur möglichsten Abhilfe“ bis ins Jahr 1827 eine Notapotheke. Am 27. April 1827 wurde dem Apotheker Andreas Haberstroh „mittels höchster Entschließung Sr. Königl. Hoheit des Großherzogs“ die Erlaubnis erteilt, „eine personale Bezirksapotheke“ in Külsheim zu errichten.
Sein Nachfolger wurde 1832 Franz Stolz aus Bühl, Bruder des Freiburger Volksschriftstellers Alban Stolz. Ein Jahr später erhielt Franz Stolz vom Großherzog von Baden ein Real-Privileg zum Betrieb einer Apotheke in Külsheim. Er entschloss sich daraufhin, eine neue Apotheke zu errichten und bezog diese im Jahr 1837. Dieses inzwischen unter Denkmalschutz stehende Gebäude beherbergt bis heute die Külsheimer Apotheke.

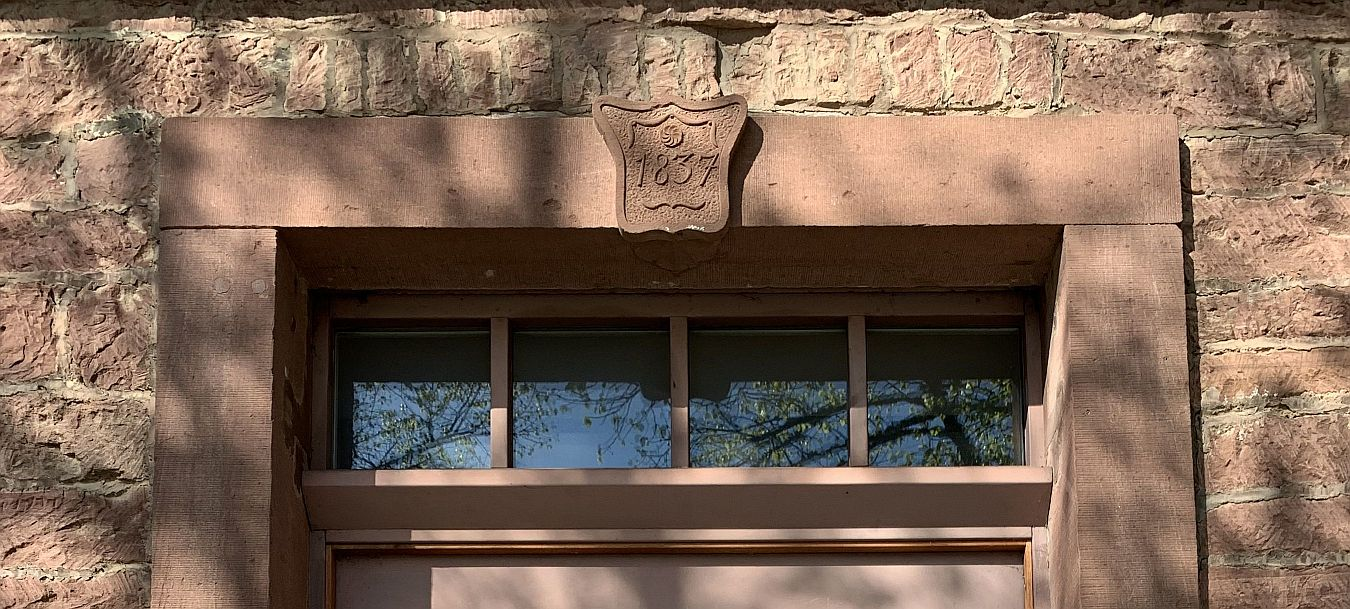
Buntsandstein-Eingangsportal (Ausschnitt) mit Jahreszahl der Erbauung (1837)

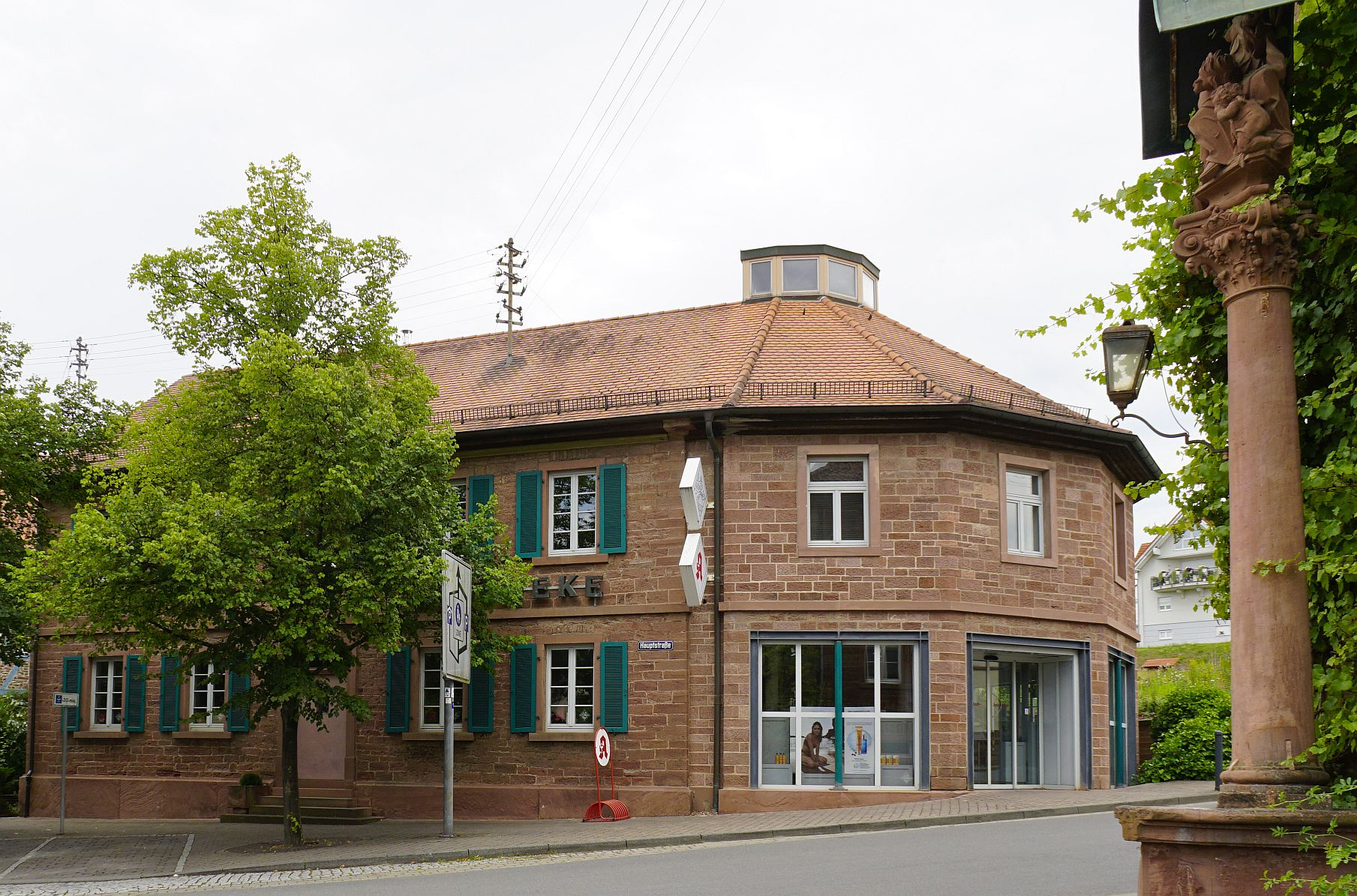
Die heutige Stadt-Apotheke Külsheim – links der unter Denkmalschutz stehende Teil der Apotheke

1842 verkaufte Franz Stolz die Külsheimer Apotheke an den Freiburger Apotheker Casimir Glückherr. Da dieser nach Amerika auswandern wollte, ging die Apotheke bereits wenige Jahre später (1847) an den Apotheker Max von der Bank aus Mannheim über. Heinrich Eichhorn (1861), Adolph Baier (1876) und Heinrich Maus (1877) folgten, ehe die Külsheimer Apotheke 1887 in den Besitz der Familie Pfrang-Weber ging, die diese bis heute in vierter Generation führt.
Am 9. Juli 1887 erwarb Oskar Pfrang die Külsheimer Apotheke von Heinrich Maus. Der aus Neubrunn im Landkreis Würzburg stammende Apotheker und Sohn des Lehrers Johann Pfrang engagierte sich früh in der Külsheimer Bürgerschaft und war von 1925 bis 1927 Bürgermeister der Stadt Külsheim. Nach seinem Tod im Jahr 1942 wurde die Apotheke zunächst einige Jahre verpachtet.
Am 1. Oktober 1951 übernahm der Apotheker Helmuth Weber mit seiner Frau Gertrud, Enkelin des Oskar Pfrang, die seit 1950 so benannte „Pfrang’sche Apotheke“. Von 1965 bis 1971 wurde die Apotheke erneut verpachtet, da Helmuth Weber als Sanitätsoffizier zur Bundeswehr ging. Nach dem Ende seiner Bundeswehrzeit als Divisionsapotheker kehrte er im Jahr 1971 in die Külsheimer Apotheke zurück, die seither den Namen „Stadt-Apotheke Külsheim“ trägt. Am 30. November 1985 übernahm Angela Haegele-Weber die Apotheke ihres Schwiegervaters. In den folgenden Jahren wurde die historische Apotheke umgestaltet, modernisiert und durch einen Anbau erweitert.

## Apotheker

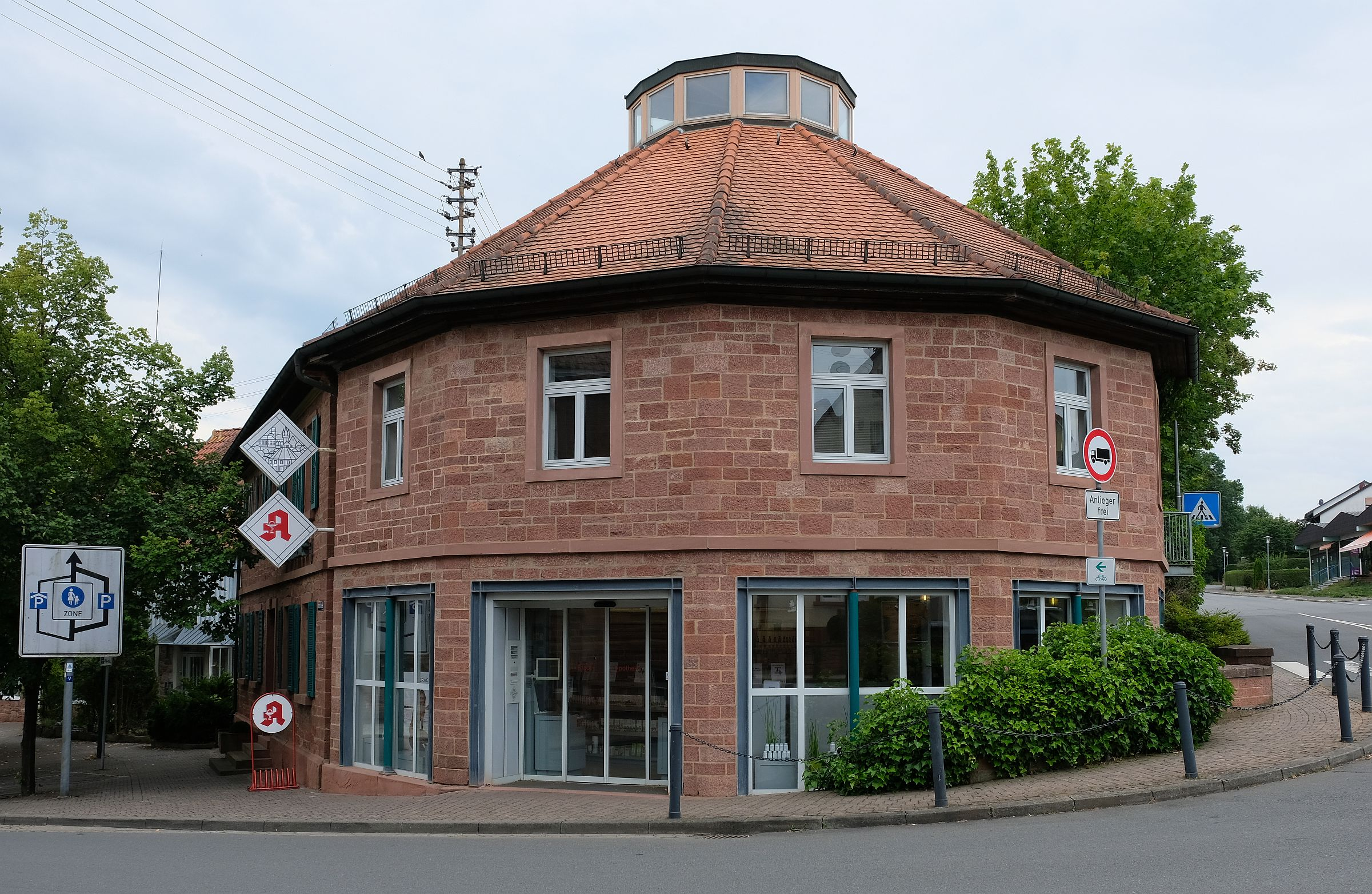
Der 1985 errichtete Anbau der Stadt-Apotheke Külsheim

| um 1714   | Johann Jacob Veth             |
| 1827–1832 | Andreas Haberstroh            |
| 1832–1842 | Franz Stolz                   |
| 1842–1847 | Casimir Glückherr             |
| 1847–1861 | Max von der Bank              |
| 1861–1876 | Heinrich Eichhorn             |
| 1876–1877 | Adolf Baier                   |
| 1877–1887 | Heinrich Maus                 |
| 1887–1942 | Oskar Pfrang                  |
| 1942–1947 | Weissenberger (Pacht)         |
| 1947–1949 | Popp (Pacht)                  |
| 1950      | Meder (Verwaltung)            |
| 1951–1965 | Helmuth Weber                 |
| 1965–1971 | Griseldis Assenmacher (Pacht) |
| 1971–1985 | Helmuth Weber                 |
| seit 1985 | Angela Haegele-Weber          |